# Józef Panek
Józef Panek (ur. 1934, zm. 9 stycznia 2017) – polski lekkoatleta i szkoleniowiec.

## Życiorys
Jako zawodnik specjalizował się w dystansie 400 m przez płotki. Do 1958 był zawodnikiem AZS Warszawa, zaś następnie AZS Gdańsk i SLA Sopot. W 1957 zajął piąte miejsce w Memoriale Janusza Kusocińskiego. Karierę zawodniczą zakończył w 1965. Jako trener aktywny był od lat 60. do 80. XX wieku. Był szkoleniowcem w Sopockim Klubie Lekkoatletycznym, a w 1976 roku jego wychowanek Zbigniew Jankowski w biegu na 60 m przez płotki zdobył brązowy medal podczas Halowych Mistrzostw Europy w Monachium.